# Campeonato Japonês de Patinação Artística no Gelo de 2013–14
O Campeonato Japonês de Patinação Artística no Gelo de 2013–14 foi a octogésima segunda edição do Campeonato Japonês de Patinação Artística no Gelo, um evento anual de patinação artística no gelo onde os patinadores artísticos competem pelo título de campeão japonês.  A competição foi disputada entre os dias 20 de dezembro e 23 de dezembro de 2013, na cidade de Saitama.

## Eventos
- Individual masculino
- Individual feminino
- Duplas
- Dança no gelo

## Medalhistas
| Evento                        | Ouro                             | Prata                           | Bronze                       |
| Sênior                        |                                  |                                 |                              |
| Individual masculino detalhes | Yuzuru Hanyu                     | Tatsuki Machida                 | Takahiko Kozuka              |
| Individual feminino detalhes  | Akiko Suzuki                     | Kanako Murakami                 | Mao Asada                    |
| Duplas detalhes               | Narumi Takahashi Ryuichi Kihara  | nenhum outro competidor         | nenhum outro competidor      |
| Dança no gelo detalhes        | Cathy Reed Chris Reed            | Emi Hirai Marien De La Asuncion | Shizuru Agata Kentaro Suzuki |
| Júnior                        |                                  |                                 |                              |
| Duplas detalhes               | Sumire Suto Konstantin Chizhikov | Ami Koga Francis Boudreau-Audet | nenhum outro competidor      |

## Resultados

### Sênior

#### Individual masculino
| Pos.                                                  | Nome              | Pontos | PC         | PL          |
| ----------------------------------------------------- | ----------------- | ------ | ---------- | ----------- |
| Medalha de ouro                                       | Yuzuru Hanyu      | 297.80 | 103.10 (1) | 194.70 (1)  |
| Medalha de prata                                      | Tatsuki Machida   | 277.04 | 93.22 (2)  | 183.82 (2)  |
| Medalha de bronze                                     | Takahiko Kozuka   | 264.81 | 90.70 (3)  | 174.11 (4)  |
| 4                                                     | Nobunari Oda      | 256.47 | 77.72 (5)  | 178.75 (3)  |
| 5                                                     | Daisuke Takahashi | 252.81 | 82.57 (4)  | 170.24 (5)  |
| 6                                                     | Takahito Mura     | 216.72 | 71.25 (8)  | 145.47 (6)  |
| 7                                                     | Shoma Uno         | 216.49 | 72.15 (6)  | 144.34 (7)  |
| 8                                                     | Keiji Tanaka      | 211.52 | 71.78 (7)  | 139.74 (10) |
| 9                                                     | Yoji Tsuboi       | 208.58 | 67.22 (10) | 141.36 (8)  |
| 10                                                    | Daisuke Murakami  | 205.86 | 65.71 (13) | 140.15 (9)  |
| 11                                                    | Kento Nakamura    | 205.49 | 69.16 (9)  | 136.33 (11) |
| 12                                                    | Ryujyu Hino       | 191.20 | 64.18 (14) | 139.74 (10) |
| 13                                                    | Akio Sasaki       | 188.38 | 65.73 (12) | 122.65 (13) |
| 14                                                    | Sota Yamamoto     | 170.62 | 65.90 (11) | 104.72 (19) |
| 15                                                    | Taichi Honda      | 170.47 | 59.34 (15) | 111.13 (15) |
| 16                                                    | Koshin Yamada     | 161.37 | 49.89 (19) | 111.48 (14) |
| 17                                                    | Takuya Kondoh     | 161.27 | 51.80 (17) | 109.47 (16) |
| 18                                                    | Daisuke Isozaki   | 158.77 | 51.62 (18) | 107.15 (18) |
| 19                                                    | Kosuke Nozoe      | 156.02 | 53.89 (16) | 102.13 (20) |
| 20                                                    | Kazuki Tomono     | 155.30 | 47.98 (20) | 107.32 (17) |
| 21                                                    | Kohei Yoshino     | 136.14 | 47.90 (21) | 88.24 (24)  |
| 22                                                    | Takumi Yamamoto   | 134.95 | 45.93 (22) | 89.02 (23)  |
| 23                                                    | Masaki Kondo      | 134.57 | 43.16 (23) | 91.41 (22)  |
| 24                                                    | Takaya Hashizume  | 133.68 | 42.10 (24) | 91.58 (21)  |
| Não avançaram para a patinação livre / programa longo |                   |        |            |             |
| 25                                                    | Yuya Tamada       | —      | 40.55 (25) |             |
| 26                                                    | Kota Tadano       | —      | 38.38 (26) |             |
| 27                                                    | Ryoichi Eguchi    | —      | 37.96 (27) |             |
| 28                                                    | Ryo Norimatsu     | —      | 35.38 (28) |             |
| 29                                                    | Kento Suginaka    | —      | 35.19 (29) |             |

#### Individual feminino
| Pos.                                                  | Nome            | Pontos | PC         | PL          |
| ----------------------------------------------------- | --------------- | ------ | ---------- | ----------- |
| Medalha de ouro                                       | Akiko Suzuki    | 215.18 | 70.19 (2)  | 144.99 (1)  |
| Medalha de prata                                      | Kanako Murakami | 202.52 | 67.42 (3)  | 135.10 (2)  |
| Medalha de bronze                                     | Mao Asada       | 199.50 | 73.01 (1)  | 126.49 (3)  |
| 4                                                     | Satoko Miyahara | 191.58 | 66.52 (4)  | 125.06 (5)  |
| 5                                                     | Haruka Imai     | 186.16 | 60.63 (6)  | 125.53 (4)  |
| 6                                                     | Rika Hongo      | 176.31 | 59.25 (7)  | 117.06 (6)  |
| 7                                                     | Miki Ando       | 171.12 | 64.87 (5)  | 106.25 (9)  |
| 8                                                     | Mariko Kihara   | 160.10 | 56.35 (8)  | 103.75 (10) |
| 9                                                     | Yura Matsuda    | 158.29 | 50.94 (14) | 107.35 (7)  |
| 10                                                    | Miyabi Oba      | 157.17 | 55.07 (10) | 102.10 (13) |
| 11                                                    | Miyu Nakashio   | 156.86 | 54.65 (11) | 102.21 (12) |
| 12                                                    | Mai Mihara      | 152.50 | 45.51 (20) | 106.99 (8)  |
| 13                                                    | Riona Kato      | 152.37 | 53.72 (13) | 98.65 (14)  |
| 14                                                    | Saya Ueno       | 151.92 | 54.27 (12) | 97.65 (15)  |
| 15                                                    | Kaori Sakamoto  | 151.85 | 56.29 (9)  | 95.56 (16)  |
| 16                                                    | Ayaka Hosoda    | 151.24 | 47.86 (18) | 103.38 (11) |
| 17                                                    | Kana Muramoto   | 141.79 | 49.70 (16) | 92.09 (17)  |
| 18                                                    | Yukiko Fujisawa | 138.88 | 50.37 (15) | 88.51 (19)  |
| 19                                                    | Kako Tomotaki   | 137.50 | 47.03 (19) | 90.47 (18)  |
| 20                                                    | Kaho Komaki     | 136.24 | 48.71 (17) | 87.53 (21)  |
| 21                                                    | Yuki Nishino    | 133.42 | 45.49 (21) | 87.93 (20)  |
| 22                                                    | Shion Kokubun   | 131.51 | 45.16 (23) | 86.35 (22)  |
| 23                                                    | Risa Shoji      | 127.50 | 45.43 (22) | 82.07 (23)  |
| 24                                                    | Ayana Yasuhara  | 114.51 | 44.67 (24) | 69.84 (24)  |
| Não avançaram para a patinação livre / programa longo |                 |        |            |             |
| 25                                                    | Saya Suzuki     | —      | 44.11 (25) |             |
| 26                                                    | Sakura Yamada   | —      | 43.45 (26) |             |
| 27                                                    | Ibuki Mori      | —      | 43.41 (27) |             |
| 28                                                    | Shiori Tanikawa | —      | 41.83 (28) |             |
| 29                                                    | Mayuko Okamoto  | —      | 41.10 (29) |             |
| 30                                                    | Mayu Yamamoto   | —      | 39.58 (30) |             |

#### Duplas
| Pos.            | Nome                              | Pontos | PC        | PL        |
| --------------- | --------------------------------- | ------ | --------- | --------- |
| Medalha de ouro | Narumi Takahashi / Ryuichi Kihara | 149.48 | 54.62 (1) | 94.86 (1) |

#### Dança no gelo
| Pos.              | Nome                                | Pontos | PC        | PL        |
| ----------------- | ----------------------------------- | ------ | --------- | --------- |
| Medalha de ouro   | Cathy Reed / Chris Reed             | 142.87 | 55.51 (1) | 87.36 (1) |
| Medalha de prata  | Emi Hirai / Marien De La Asuncion   | 134.98 | 53.01 (2) | 81.97 (2) |
| Medalha de bronze | Shizuru Agata / Kentaro Suzuki      | 92.29  | 37.32 (3) | 54.97 (3) |
| 4                 | Chinatsu Nakazawa / Kokoro Mizutani | 76.47  | 31.27 (4) | 45.20 (4) |

### Júnior

#### Duplas
| Pos.             | Nome                               | Pontos | PC        | PL        |
| ---------------- | ---------------------------------- | ------ | --------- | --------- |
| Medalha de ouro  | Sumire Suto / Konstantin Chizhikov | 111.35 | 39.74 (1) | 71.61 (1) |
| Medalha de prata | Ami Koga / Francis Boudreau-Audet  | 107.32 | 37.80 (2) | 69.52 (2) |